# Catolé do Rocha
Catolé do Rocha est une ville brésilienne du nord-ouest de l'État de la Paraíba.
Sa population était estimée à 27 691 habitants en 2006. La municipalité s'étend sur 552 km2.